# Bindahara
Bindahara is een geslacht van vlinders van de familie Lycaenidae.

## Soorten
- B. ines Swinhoe, 1911
- B. isabella (Felder, 1860)
- B. phocides (Fabricius, 1793)